# Gare d'Aizu-Wakamatsu
La gare d'Aizu-Wakamatsu (会津若松駅, Aizu-Wakamatsu-eki) est une gare ferroviaire de la ville d'Aizuwakamatsu, dans la préfecture de Fukushima au Japon. Elle est gérée par la compagnie JR East.

## Situation ferroviaire
La gare est située au point kilométrique (PK) 64,6 de la ligne Ban'etsu Ouest. Elle marque le début de la ligne Tadami.

## Histoire
La gare a été inaugurée le 15 décembre 1899 sous le nom de gare de Wakamatsu. Elle est renommée Aizu-Wakamatsu en 1917.

## Service des voyageurs

### Accueil
La gare dispose d'un bâtiment voyageurs, avec guichets, ouvert tous les jours.

### Desserte

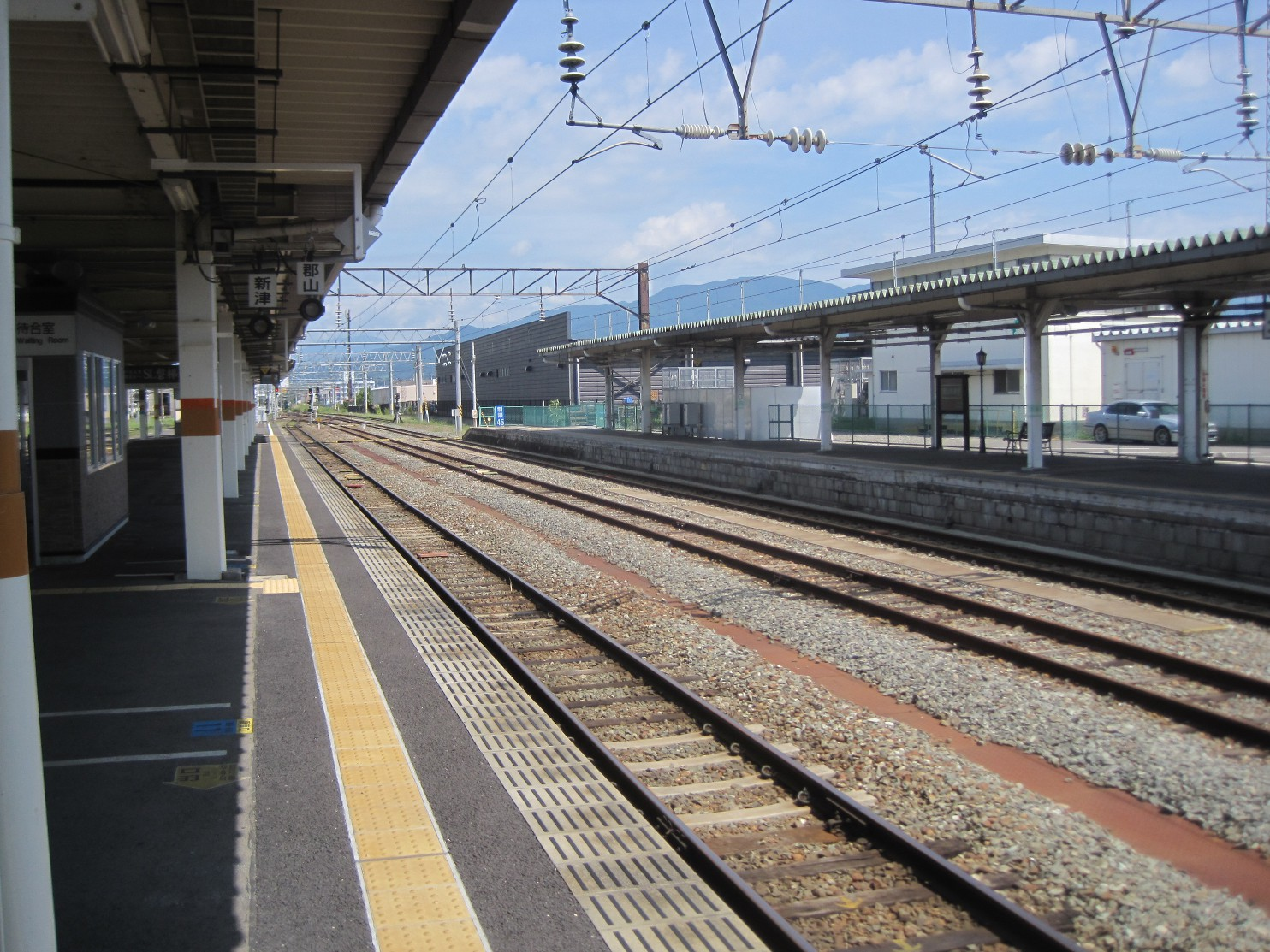
Vue des quais.

#### JR East
- Ligne Ban'etsu Ouest :
  - voies 1 et 2 : direction Kōriyama
  - voies 1 à 3 : direction Kitakata, Niitsu et Niigata
- Ligne Tadami :
  - voies 3 et 4 : direction Koide

#### Aizu Railway
- Ligne Aizu :
  - voie 5 : direction Aizu-Tajima et Aizukogen-Ozeguchi